# Хартман, Вольфрам
Вольфрам Хартман (нем. Wolfram Hartmann, род. 24 мая 1956) — немецкий шахматист, мастер ФИДЕ.
Серебряный призёр чемпионата ФРГ 1982 г.
Чемпион Баварии 1981 г. Бронзовый призёр чемпионата Баварии 1980 г.
В составе сборной ФРГ участник Кубка Митропы 1978 г. (команда стала бронзовым призёром соревнования).
6 августа 1983 г. стал членом символического клуба Михаила Чигорина, сенсационно победив в 1-м туре открытого чемпионата ФРГ  чемпиона мира А. Е. Карпова. Несмотря на неудачное выступление в данном соревновании, Хартман смог, в частности, также нанести поражения Э. Лоброну и Х. Пфлегеру, входившим в число ведущих немецких шахматистов того времени, и сыграть вничью с Л. Кавалеком.

## Основные спортивные результаты
| Год         | Город       | Соревнование                              | + | − | = | Результат | Место |
| ----------- | ----------- | ----------------------------------------- | - | - | - | --------- | ----- |
| 1973        | Бамберг     | Открытый чемпионат ФРГ (юношеский турнир) | 3 | 3 | 3 | 4½ из 9   | 8—14  |
| 1975 / 1976 | Берлин      | Международный юношеский турнир            | 3 | 3 | 2 | 4 из 8    | 4—6   |
| 1978        | Чокко       | Кубок Митропы (сборная ФРГ, ?-я доска)    | 4 | 2 | 0 | 4 из 6    |       |
| 1980        | Китцинген   | Чемпионат Баварии                         | 4 | 2 | 5 | 6½ из 11  | 3—4   |
| 1981        | Крумбах     | Чемпионат Баварии                         | 4 | 1 | 5 | 6½ из 10  | 1—3   |
| 1982        | Бад-Нойенар | Чемпионат ФРГ                             | 4 | 1 | 6 | 7 из 11   | 2—4   |
| 1983        | Ганновер    | Открытый чемпионат ФРГ                    | 4 | 8 | 3 | 5½ из 15  | 14—16 |
| 1984        | Бад-Нойенар | Чемпионат ФРГ                             | 1 | 3 | 7 | 4½ из 11  | 19—20 |
| 1990        | Бинген      | Чемпионат земли Рейланд-Пфальц            | 3 | 4 | 4 | 5 из 11   | 8     |
| 1991        | Ингельхайм  | Чемпионат земли Рейланд-Пфальц            | 1 | 5 | 3 | 2½ из 9   | 10    |
| 1994        | Валлертхайм | Чемпионат земли Рейланд-Пфальц            |   |   |   | 3½ из 9   | 7—8   |

## Изменения рейтинга
| Графики недоступны из-за технических проблем. См. информацию на Фабрикаторе и на mediawiki.org. |